# Famille Fugger
La famille Fugger est une famille de marchands et de banquiers du Saint-Empire, implantée à la fin du Moyen Âge à Augsbourg, qui domina la finance européenne à la fin du Moyen Âge et pendant la Renaissance. Ils sont à l’origine de la pratique moderne de la banque et de la finance, avec la famille Welser, également implantée à Augsbourg. Jacob Fugger rassembla la plus grande fortune privée de son temps.

## Histoire

### Origines
Hans Fugger, tisserand à Graben, près d'Augsbourg, est le premier Fugger à s'installer à Augsbourg et à devenir bourgeois de cette ville en 1367. La famille s'enrichit en quelques générations en passant de la fabrication de la futaine à son commerce (dès la mort de Hans Fugger en 1408, la famille fait partie des cinquante plus riches familles de la ville). Ses fils diversifient son commerce, en particulier avec le Levant.
Au milieu du XVe siècle, la famille se partage en deux branches, von der Lilie (du lys) et vom Reh (du chevreuil), portant respectivement deux lys ou un chevreuil sur leurs armes : la branche vom Reh fait banqueroute au début du XVIe siècle et perd toute importance économique. La branche von der Lilie continue quant à elle son ascension sociale et économique. Les suffixes après les armoiries n'appartiennent pas au nom de famille, mais servent uniquement à distinguer les branches de la famille.

### La maison de commerce d'Augsbourg
Andreas Fugger, fils de Hans, a établi des contacts à Venise et a développé l'entreprise de fabrication de tissus dont il avait hérité avec ses frères en une entreprise de vente en gros. Il fonde la ligne Fugger vom Reh, tandis que son frère Jacob Fugger l'Ancien, également maître tisserand de formation, devient propriétaire unique à partir de 1454 et développe la maison en une entreprise de taille moyenne faisant le commerce du coton et de la perche avec l'Italie.

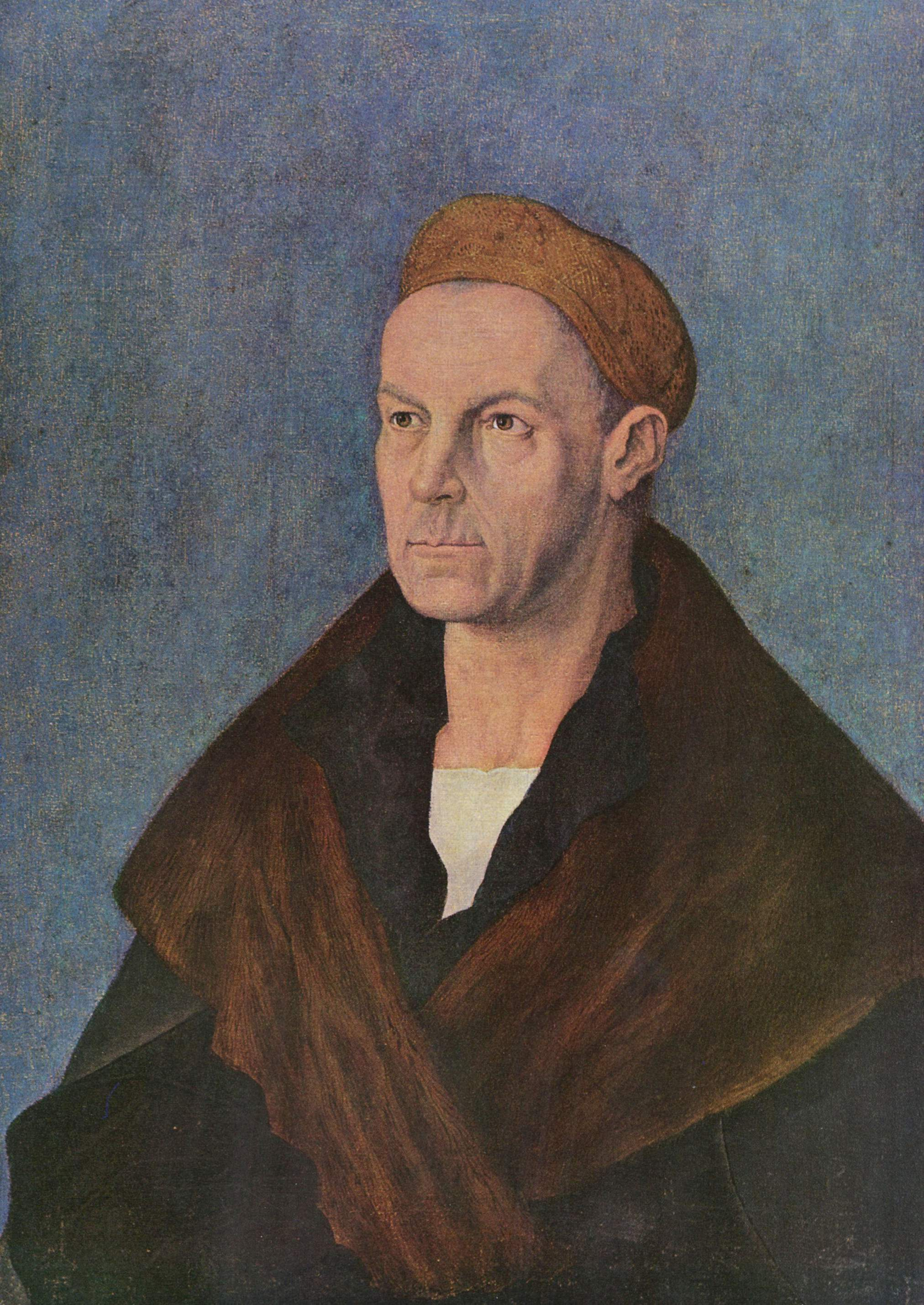
Portrait de Jacob Fugger (1459-1525), par Dürer (Galerie nationale des anciens maîtres allemands, Augsbourg)

Son fils Jacob Fugger le Jeune, plus tard appelé « le riche », né en 1459, commence sa carrière par un apprentissage dans l'orfèvrerie et comme marchand au Fontego dei Tedeschi à Venise. En quelques décennies, il a développé l'entreprise de son père en une entreprise paneuropéenne axée sur les secteurs minier et bancaire. A sa mort en 1525, l'entreprise familiale s'étend sur toute l'Europe : présente sur la Baltique comme sur la Méditerranée, bien implantée à Anvers et à Lisbonne. Ses investissements en Europe centrale sont notamment décisifs pour le développement d'une industrie minière d'une ampleur inédite. Du temps de son vivant, il devient l'homme le plus riche d'Europe.
L'entreprise familiale s'est développée rapidement après que les frères Jacob, Ulrich et Georg Fugger ont conclu des transactions bancaires avec la Maison de Habsbourg (et contribuent largement à l'élection à l'Empire du futur Charles Quint)  et la Curie romaine, d'abord dans l'industrie minière du Tyrol et à partir de 1493 dans l'extraction de l'argent et du cuivre dans ce qui est aujourd'hui la République tchèque et la Slovaquie. À partir de 1525, les Fugger possédaient les droits d'exploitation du mercure et du cinabre dans la mine d'Almadén en Espagne. La société détenait temporairement un monopole sur le marché européen du cuivre. Le cuivre de la Haute-Hongrie (aujourd'hui la Slovaquie) était acheminé via Anvers vers Lisbonne et de là vers l'Inde. Entre son bilan de 1511 et son bilan de 1527, la société a pu faire passer son capital d'un peu moins de 200 000 florins à plus de 1,8 million de florins.
L'arrivée de la réforme protestante à Augsbourg suscite chez les Fugger une opposition farouche, contrairement à l'autre grande famille banquière d'Augsbourg, les Welser, qui deviennent dans la ville les chefs du parti protestant. Cependant, leur fidélité à l'ancienne foi leur assure la bonne volonté des empereurs des Habsbourg, qui leur devaient aussi des dettes en tant que gros débiteurs.

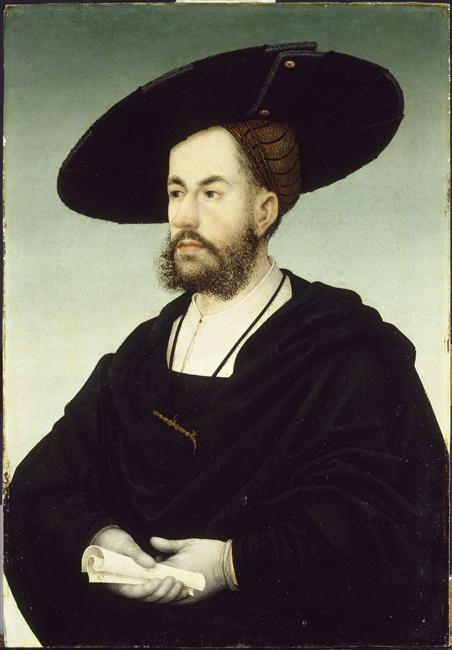
Anton Fugger, par Hans Maler, 1525, Musée du Louvre

La société Fugger n'a pas atteint son apogée d'actifs sociaux sous Jacob Fugger le Riche, mais sous son neveu et successeur Anton Fugger : En 1546, le bilan de l'entreprise familiale indiquait un capital commercial d'environ 5 millions de florins. Anton diversifie ses activités, créant de nouveaux liens commerciaux avec le Pérou et le Chili, étendant ses affaires à Buenos Aires, Mexico et aux Indes occidentales. Ses affaires, outre le financement des princes, recouvrent un grand champ d'activités qui vont de l'exploitation de gisements miniers au négoce d'épices et de tissus, passant par le commerce de bétail et même d'esclaves en Afrique et en Amérique.
De plus en plus de créances privées de la couronne espagnole ont entraîné un endettement croissant de la Maison Impériale, qui ont également combiné leurs remboursements avec de plus en plus de nouvelles créances privées. Au plus tard depuis 1550, Anton Fugger a tenté de liquider le commerce. La première faillite de l'État espagnol en 1557 a marqué le début du « temps des crises financières internationales », y compris deux autres faillites de l'État espagnol (1575 et 1607). Mais Anton Fugger avait investi aussi systématiquement dans de grands domaines, plus encore que son oncle, jetant ainsi les bases de la richesse durable de sa famille.
Après la mort d'Anton Fugger en 1560, son fils Marcus (1529–1597) a poursuivi l'entreprise sous le nom de « Marx Fugger und Gebrüder » (Marcus Fugger & Frères), tandis que les neveux ont quitté l'entreprise en encaissant[pas clair]. Il a recommencé à faire des bénéfices à partir du début des années 1560. Cette société se concentrait sur l'extraction du mercure et du cinabre en Castille et sur l'extraction de l'argent au Tyrol. Vers 1600, la société était également très active dans le commerce international des lettres de change et des crédits.
En 1586, deux autres neveux ont fondé une société  appelée Georg Fuggerische Erben (Héritiers de George Fugger) et ont participé au commerce des épices avec la couronne portugaise, travaillant en étroite collaboration avec la famille Welser. Cette société opérait également des opérations de crédit. En 1618, Maximilien Fugger a fondé une entreprise pour exporter du coton vers l'Espagne jusqu'à ce que les Espagnols cessent d'importer des textiles. La Guerre de Trente Ans a affecté les affaires dans toute l'Europe.
En 1647, les Fugger ont mis fin au bail pour l'extraction du mercure et du cinabre en Espagne. En 1657, Léopold Fugger rendit les droits miniers tyroliens de la famille aux ducs tyroliens sans compensation et sans aucune fonction dans la gestion du commerce. La société Fugger s'éteignit ainsi. La perte totale que les Fugger ont dû accepter à la suite de leur réclamation contre les Habsbourg jusqu'au milieu du XVIIe siècle était de 8 millions de florins. Contrairement à ses principaux concurrents d'Augsbourg, les Welser, qui devinrent insolvables en 1603, la société Fugger ne fit jamais faillite.

### Banque Fugger
En 1523, la fiscalité du Saint-Empire attaque en justice la Banque Fugger et d'autre firmes d'Augsbourg au motif de monopole. Une banque de ce nom, acquis par un membre de la famille en 1954, mais sans lien direct avec l'entreprise historique, existe encore aujourd'hui, dans le domaine de la gestion de patrimoine pour clientèle fortunée.

### Anoblissement, acquisition de terres et formation de lignes
Dès les origines, les Fugger se placent en marge de la société augsbourgeoise, en ne participant par exemple pas au gouvernement de la ville malgré leur richesse. L'accession à la noblesse de la famille se fait en plusieurs étapes à partir du début du XVIe siècle. La première étape passe par l'investissement foncier dans les environs d'Augsbourg : en 1507, Jacob Fugger « le riche » acquit l'ensemble des droits seigneuriaux sur le comté de Kirchberg et la seigneurie de Weissenhorn. Cette acquisition ouvre la voie à l'anoblissement des Fugger par l'empereur Maximilien Ier, qui témoigne de l'intensité des relations d'affaires entre la famille Fugger et les Habsbourg : en 1511, il leur octroie la noblesse d'Empire, puis en 1514 le titre héréditaire de comte du Saint-Empire. Les Fugger financent notamment de façon décisive la campagne préparant l'élection de Charles Quint comme Empereur, qui impose de très importants versements aux sept prince-électeurs, par des lettres de change payables « après l'élection si Charles d'Espagne est élu ».
Lorsque de nouvelles familles sont admises au sein du patriciat augsbourgeois (qui menaçait de s'éteindre), en 1538, les Fugger en font partie. En 
1535 le titre de comte est étendu aux deux fils de Georg Fugger, frère de Jacob « le riche » qui lui-même n'avait pas d'enfants, Raymund Fugger (1489-1535), fondateur de la branche des comtes Fugger von Kirchberg et Anton Fugger (1493-1560), seigneur de Glött (acquis en 1537), de Babenhausen (acquis en 1538) et de Kirchheim (acquis en 1551). Le fils aîné de ce dernier, Hans Fugger (1531-1598), fonde la branche des comtes Fugger-Glött, le fils cadet, Jacob Fugger (1542-1598), est l'auteur de la lignée des comtes puis princes Fugger-Babenhausen.
La famille Fugger exerce, à Augsbourg et dans ses possessions, un important mécénat, par exemple dans une chapelle de l'église Sainte-Anne d'Augsbourg. Dans le domaine social, Jacob Fugger le Riche entreprend la construction de la Fuggerei, souvent qualifiée de première cité sociale du monde qui est actuellement encore sous la contrôle de la famille.
Les comtes Fugger-Babenhausen ont été élevés au rang de princes du Saint-Empire (« Fürst ») en 1803, les comtes Fugger-Glött au rang de princes titulaires du royaume de Bavière en 1913, tandis que les Fugger von Kirchberg sont restés comtes; seul le chef de lignage a droit au titre de prince, tandis que les agnats sont comtes ou comtesses. En outre, trois membres de la maison Fugger étaient également des princes impériaux en tant que prince-évêques de Constance et de Ratisbonne. Avec la médiatisation de leurs territoires indépendants, les princes et comtes de Fugger deviennent des « Standesherren » dans plusieurs lignes différentes.
En 1878, la lignée de Kirchheim s'éteignit et leur château tomba aux mains des comtes Fugger-Glött, qui vendirent le château de Glött en 1869. Au moins sept des plus de 30 châteaux et palais de commerce appartiennent toujours à la famille, y compris l'ancienne maison de commerce d'Augsbourg et les châteaux de Kirchberg, Babenhausen et Kirchheim avec leurs grands domaines forestiers. Au XXe siècle, les lignées de Kirchberg et Glött se sont éteintes dans la lignée masculine, mais le nom et le titre sont venus par héritage et adoption aux descendants de la lignée féminine, dans le premier cas de la famille des comtes de Thun et Hohenstein, dans le second de la famille des comtes d'Arco-Zinneberg. Seule la lignée princière de Babenhausen (et du château de Wellenburg près d'Augsbourg) existe encore dans la lignée masculine.

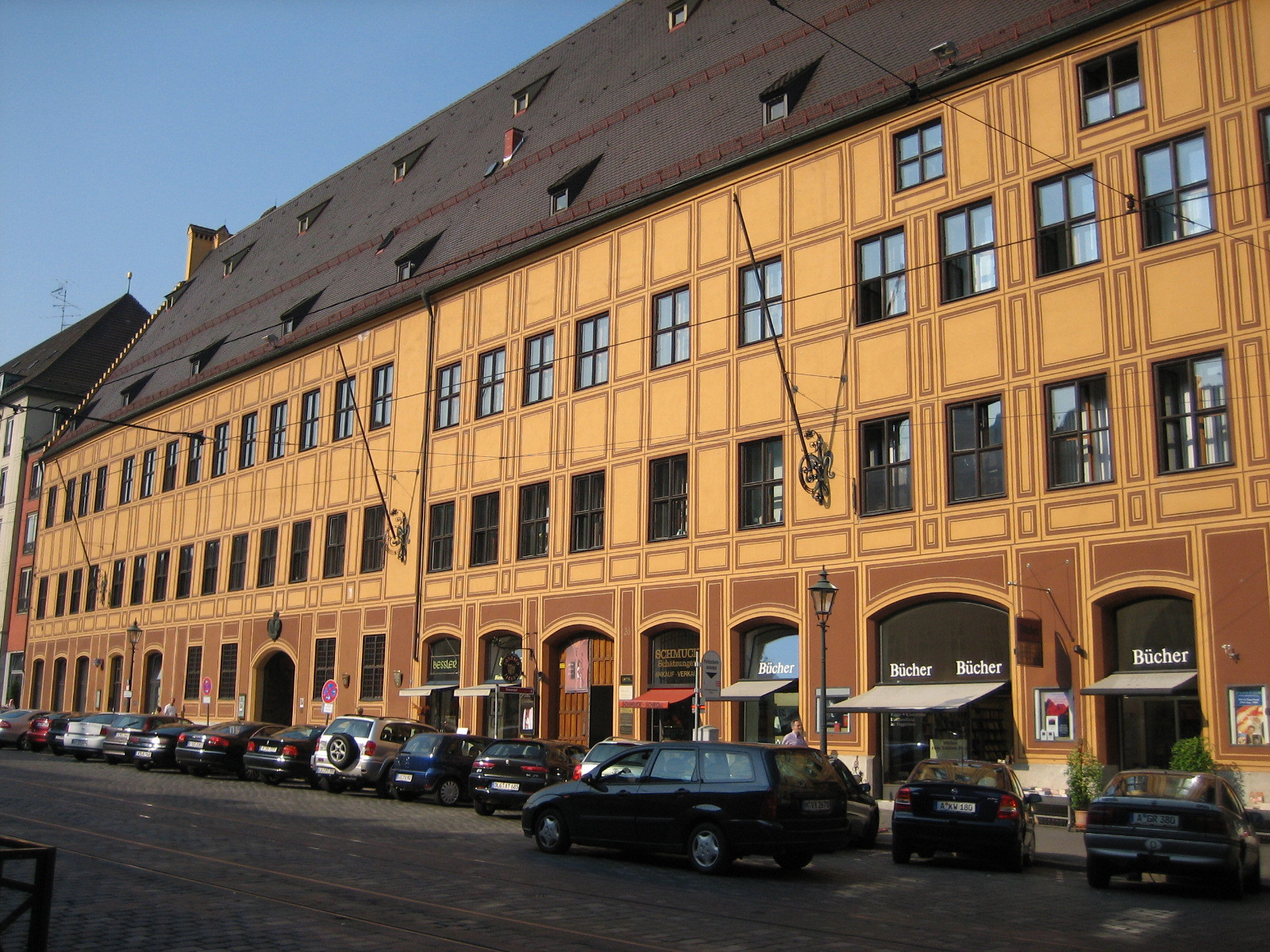
La Maison Fugger à Augsbourg, ancien siège de la société commerciale
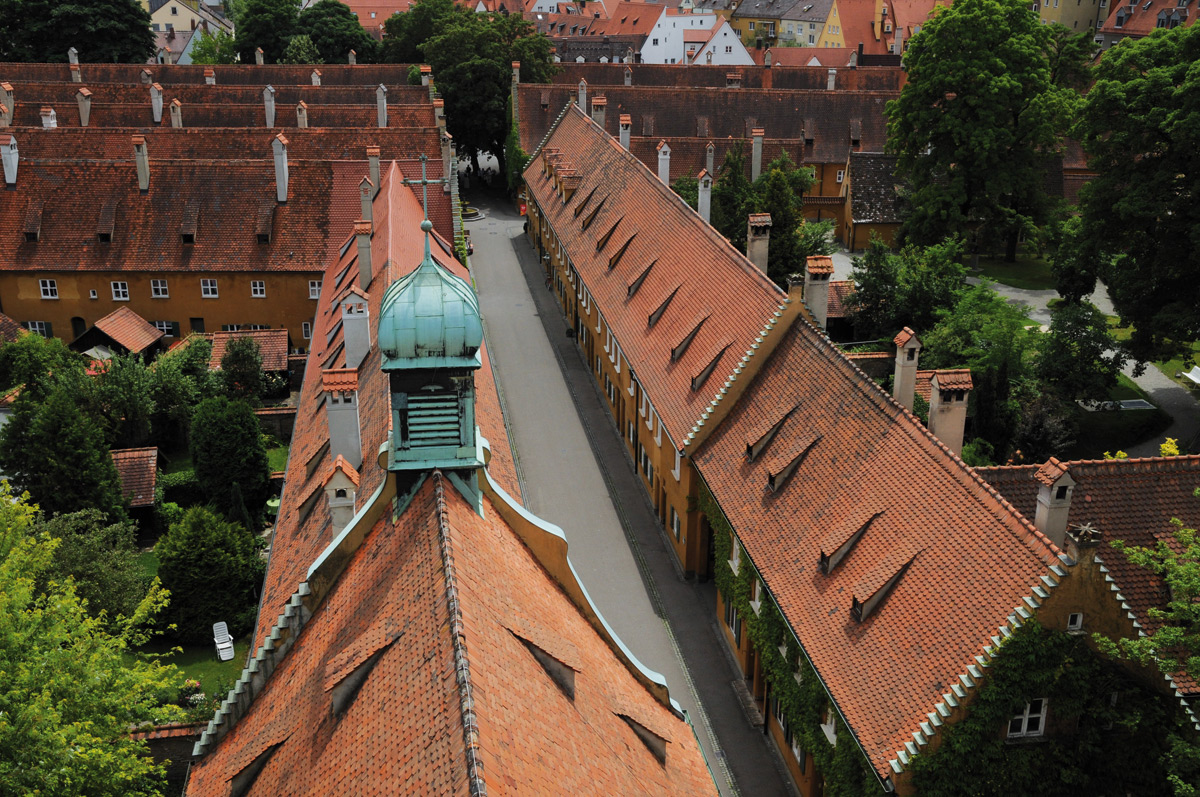
La Fuggerei, Augsbourg, construit 1516-1523 par Jakob Fugger en tant que fondation caritative
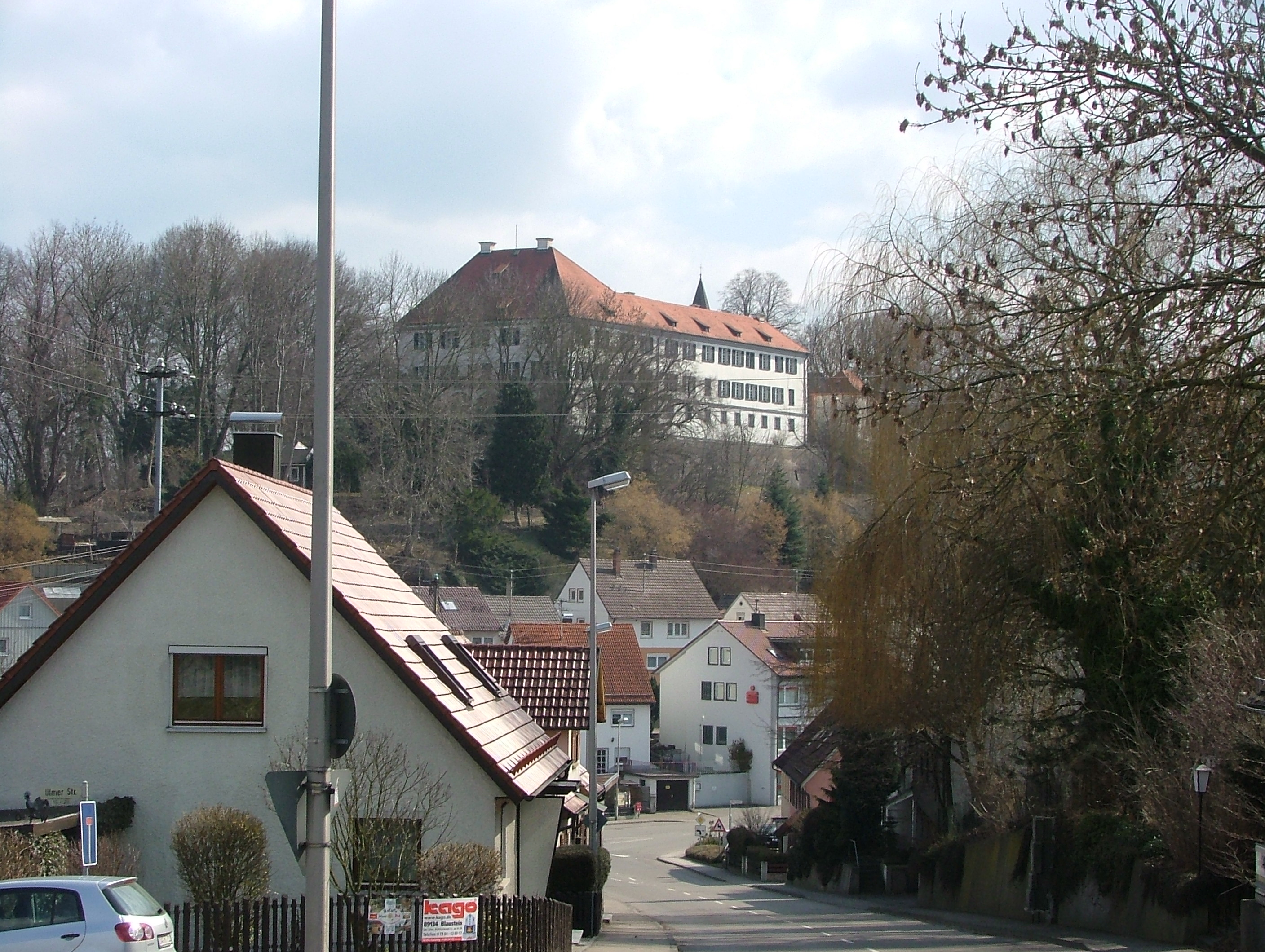
Le Château de Kirchberg
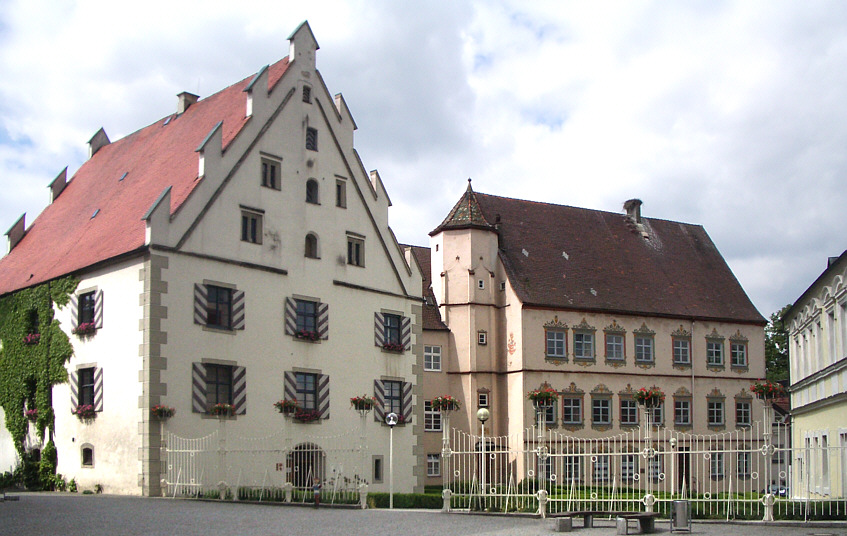
Le Château de Weissenhorn
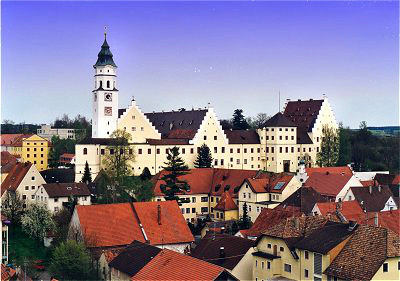
Le Château de Babenhausen
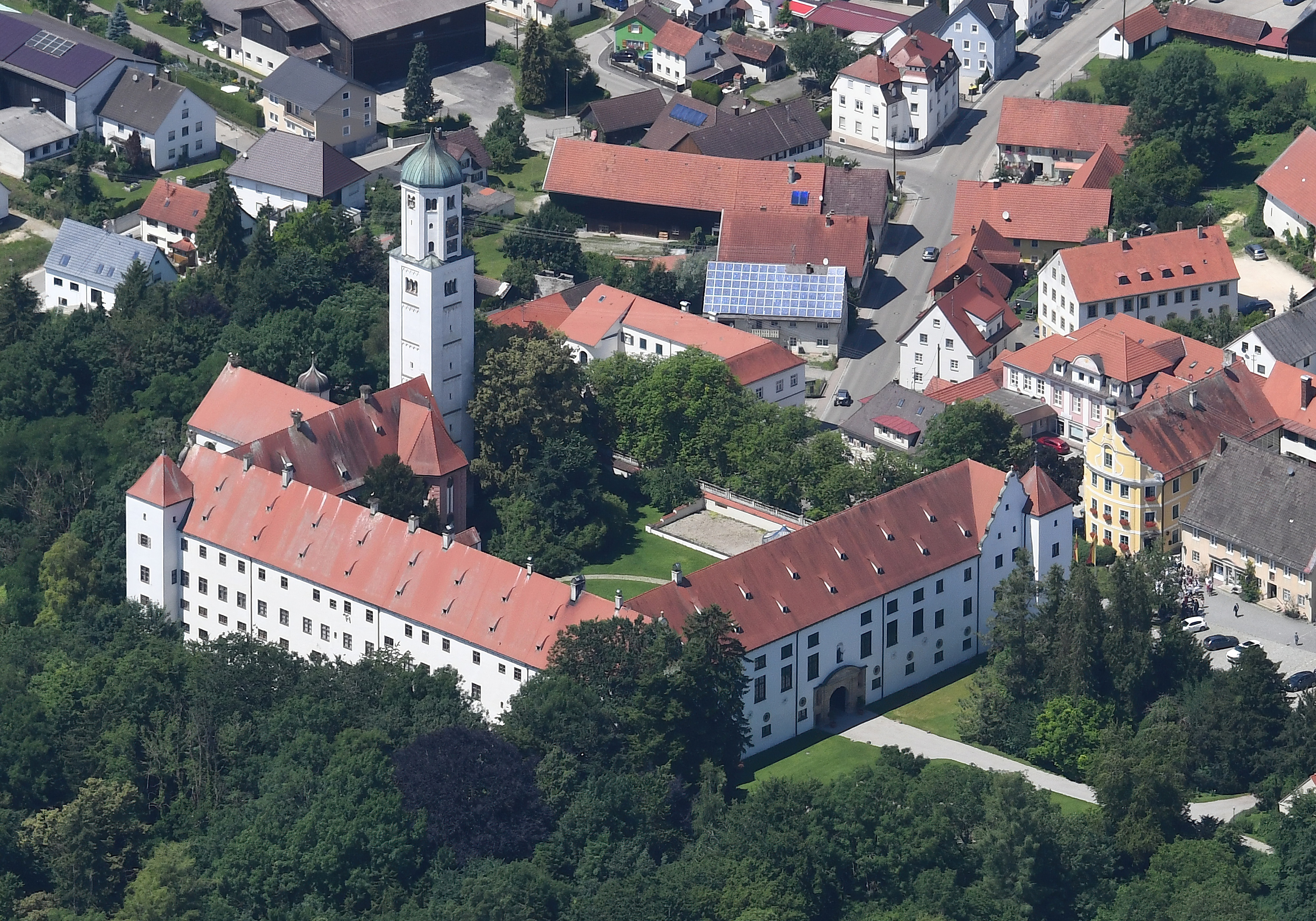
Le Château de Kirchheim
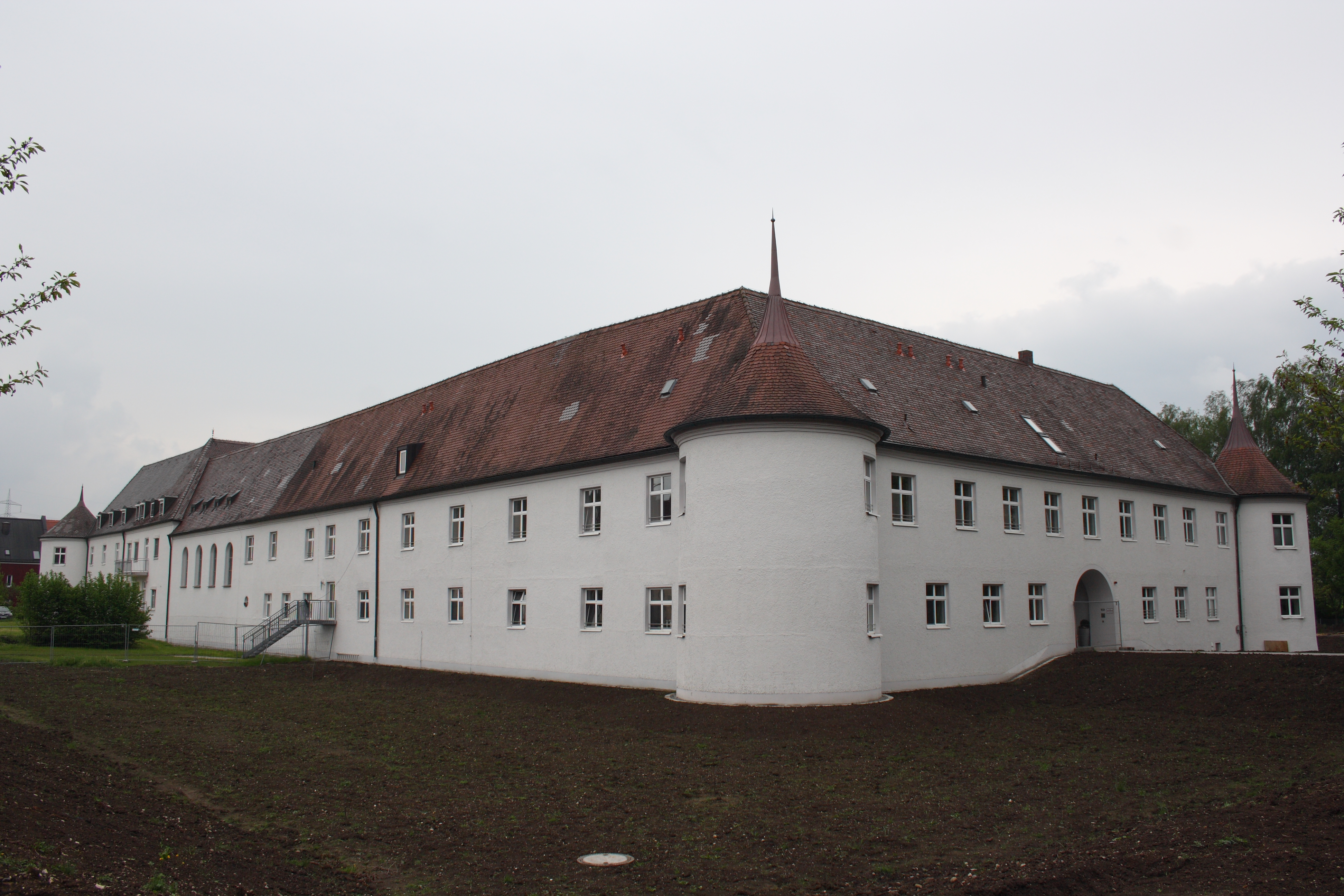
Le Château de Glött

## Portraits

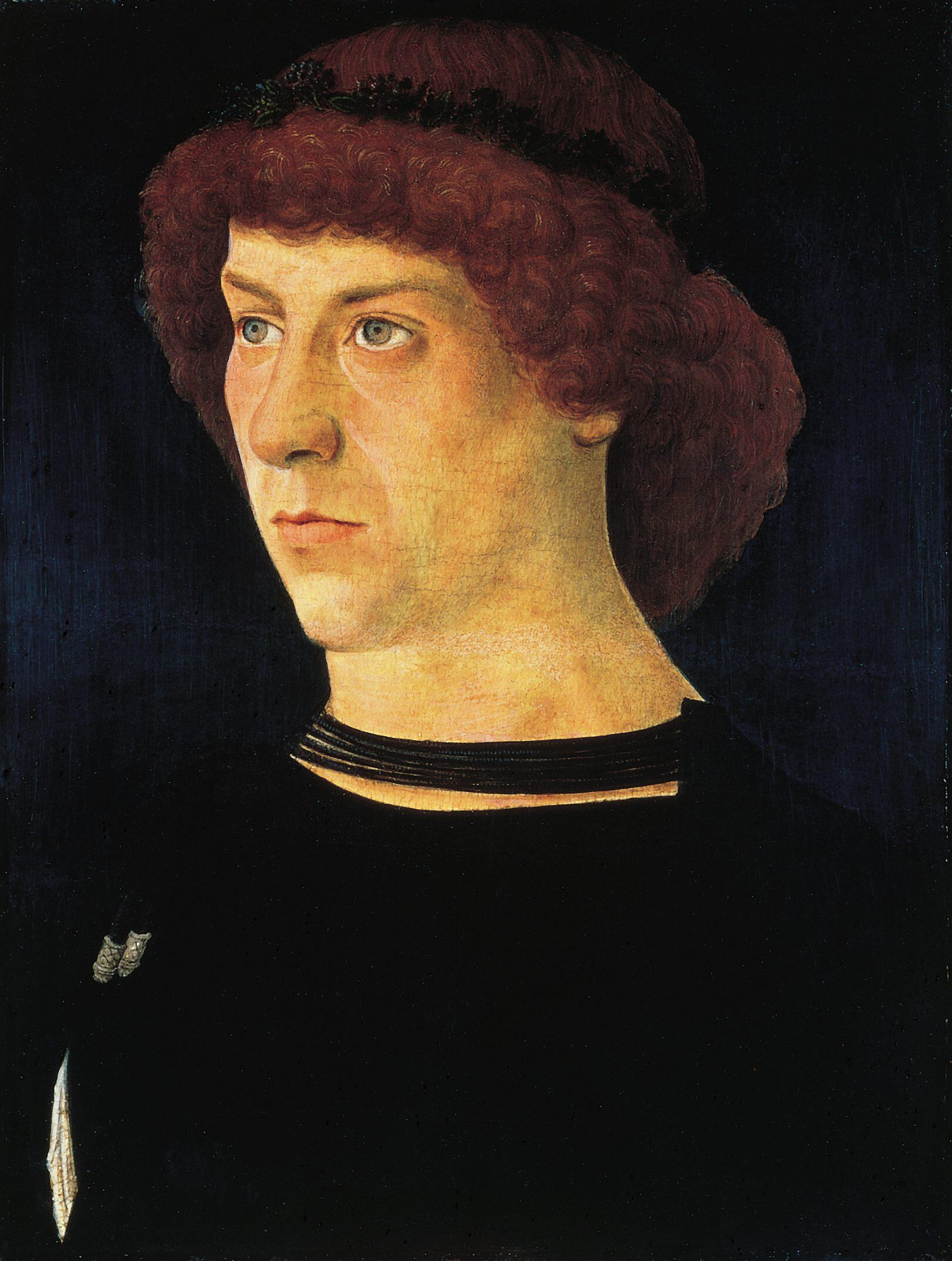
Portrait de Jörg Fugger (1474) par Giovanni Bellini (Norton Simon Museum).

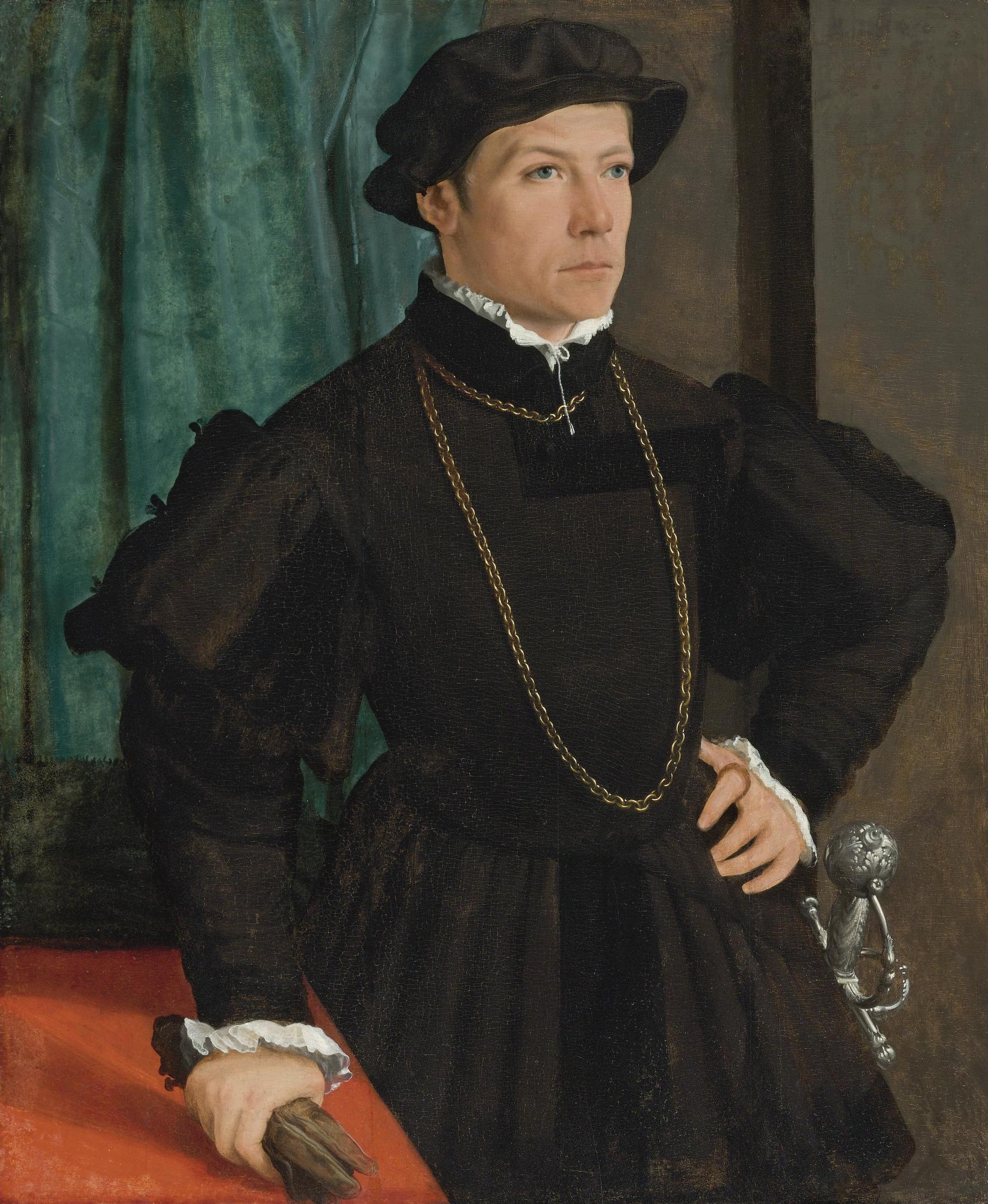
Johann Jacob Fugger par Christoph Amberger, 1541

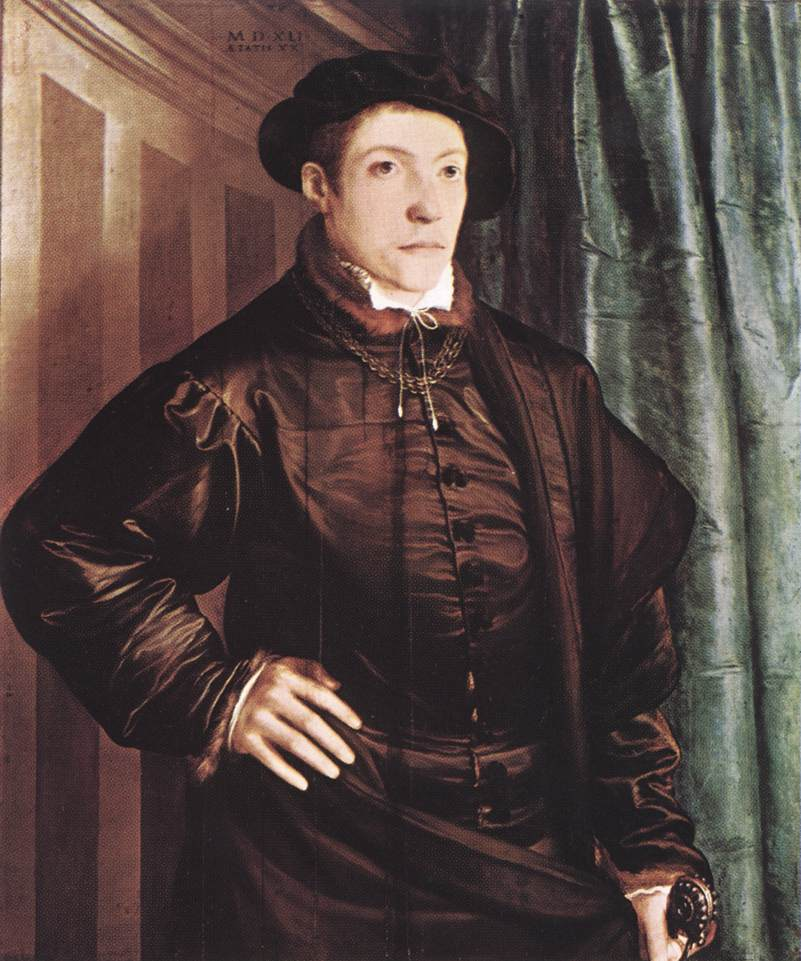
Portrait de Christoph Fugger, par Christoph Amberger, 1541 (Alte Pinakothek, Munich).

Les Fugger ont été souvent représentés. Jacob Fugger a notamment posé pour un célèbre portrait par Albrecht Dürer, mais on le trouve aussi représenté dans le livre de son employé Matthäus Schwarz.
Dominique Custos, graveur d'Anvers, a publié une suite de portraits des principaux personnages de cette maison, sous le titre suivant : Fuggerorum et Fuggerarum, quœ in familia natœ, quœve in familiam transierunt, quot extant, ære expressæ imagines, in-fol, 1618, 127 pl. avec texte au verso. Ce volume contient 127 portraits très bien gravés sur cuivre, avec de courtes descriptions des titres et des qualités des personnes qu'ils représentent. Ce recueil a paru pour la première fois vers 1595 avec 64 portraits. Les exemplaires du second tirage, augmenté, portent la date de 1618 ; ceux du troisième, celle de 1620. Les descriptions sont en allemand, et l'on y a ajouté deux portraits. Enfin, les planches ont été retouchées et l'on en a fait un quatrième tirage à Ulm, en 1754, sous le titre de Pinacotheca. Le plus ancien personnage dont le portrait se trouve dans ce recueil est Jacob Fugger, dit le Vieux, mort le 14 mars 1469.

## Personnalités
Les membres importants de la famille sont :
- Johannes dit Hans Fugger, installé vers 1367 à Augsbourg (1348-1409) ;
- Andreas Fugger, branche Fugger du Cerf (« Fugger vom Reh »), fils de Hans (1406-1457) ;
- Jacob Fugger dit l’Ancien, branche Fugger du Lis (« Fugger von der Lilie »), fils de Hans (1408-1469) ;
- Ulrich Fugger, fils de Jacob l’Ancien (1441-1510) ;
- Georg/Jörg Fugger, fils de Jacob l’Ancien (1453-1506) ;
- Jacob Fugger, dit le Riche, fils de Jacob l’Ancien (1459-1525) ;
- Ulrich Fugger dit le Jeune (1490-1525) ;
- Anton Fugger (1493-1560), neveu et successeur de Jacob le Riche, lui-même à la tête d’un gigantesque empire commercial et financier ;
- Johann Jacob Fugger (1516-1575) ;
- Ulrich Fugger (1528-1584) ;
- Jakob Fugger (de) (1567-1626), évêque de Constance ;
- Otho Heinrich Fugger (1592-1644).

La famille donnera par la suite au Saint-Empire plusieurs banquiers impériaux et sera à l'origine de plusieurs branches de la haute noblesse. Elle est citée en exemple par Honoré de Balzac dans La Maison Nucingen (1837) : « Comme le Temps, la Banque dévore ses enfants. Pour subsister, le banquier doit devenir noble, fonder une dynastie comme les prêteurs de Charles-Quint, les Fugger, créés princes de Babenhausen, et qui existent encore dans l'Almanach de Gotha. »